# Überzeichnung
Eine Überzeichnung (englisch over-subscription) liegt im Börsenhandel im Rahmen eines Börsenganges, einer Umplatzierung, der Emission von jungen Aktien nach einer Kapitalerhöhung oder von Anleihen auf dem Primärmarkt vor, wenn die Nachfrage nach den emittierten Effekten größer als das Angebot ist. Kann dagegen nur ein Teil der angebotenen Papiere platziert werden, so spricht man von einer Unterzeichnung.

## Allgemeines
Überzeichnung ist auf eine Angebotslücke oder ein Nachfrageüberhang zurückzuführen, die auch durch eine Unterbewertung des Emissionskurses vom Emittenten ausgelöst werden können. Attraktive Effekten, deren Börsengang zuvor beworben wurde, wecken bei Anlegern häufig großes Interesse, so dass es in der Vergangenheit häufig zu einem Nachfrageüberhang gekommen ist. Dieser wird noch dadurch verstärkt, dass Konzertzeichner ein über ihren eigentlichen Bedarf hinausgehendes Volumen ordern.

## Behandlung an der Börse
Das Angebot an einem bestimmten, neu emittierten Wertpapier ist kurzfristig entweder nicht oder nur geringfügig (Greenshoe) vergrößerbar, so dass ein Ausgleich zwischen Angebot und Nachfrage nur durch Kürzung der Nachfrage durch Zuteilung geringerer Quoten erfolgen kann. Diese Zuteilungsquoten werden durch Repartierung festgelegt. Liegt beispielsweise für eine neue Aktie eine Nachfrage von 1000 Stück vor, aber nur 500 Stück werden ausgegeben, so wird die Repartierung mit einer Zuteilungsquote von 50 % vorgenommen. Der Überzeichnungsfaktor beträgt 2. Bei Gleichbehandlung aller Käufer wird nun eine Zuteilungsquote von 2 : 1 festgelegt, so dass jeder Interessent nur halb so viele Wertpapiere erhält wie ursprünglich geordert.

## Hintergründe
Im Falle einer Überzeichnung legen der Emittent und das die Emission begleitende Kreditinstitut (Emissionsbank) die Zuteilungsregeln fest, das heißt, sie entscheiden, welchem Interessenten wie viele der angebotenen Wertpapiere zugeteilt werden. Der Überzeichnungsfaktor wird von der Emissionsbank ermittelt und meist zusammen mit dem Ausgabepreis der Wertpapiere veröffentlicht. Er ist ein Indikator für das Verhältnis von Angebot und Nachfrage während der Zeichnungsfrist. Emittent und Emissionsbank sind an einem möglichst hohen Zuteilungsfaktor interessiert, weil viele Marktteilnehmer dies als Zeichen für die Preiswürdigkeit des angebotenen Wertpapiers ansehen.

## Wirtschaftliche Aspekte
Die Überzeichnung als Angebotslücke ist kein sicherer Indikator für die tatsächliche Nachfrage nach einem Wertpapier. Im ersten Halbjahr 2006 lagen zum Beispiel die gemeldeten Überzeichnungsfaktoren regelmäßig zwischen ca. 2 und 40. Trotz dieser anscheinend hohen Nachfrage brach der Kurs mancher Aktien gleich nach ihrer ersten Kursfeststellung wahrscheinlich durch Gewinnmitnahmen ein.